# Barycnemis bellator
Barycnemis bellator là một loài tò vò trong họ Ichneumonidae.